# Посольство России в Марокко
Посо́льство Росси́йской Федера́ции в Рабате — дипломатическое представительство Российской Федерации в Королевстве Марокко.

## История
Здание посольства СССР в Рабате было построено в 1977 году по проекту архитектора Г. В. Макаревича.
Архитектурное оформление здания отличается выразительной игрой света и тени. Пространственная композиция главного корпуса решена лаконично, с использованием простых, но эффектных приёмов. Основу составляет чёткая тектоническая структура, напоминающая периптер: ряд стройных гранёных колонн поддерживает солнцезащитный козырёк. Дополняют композицию наружные лестницы и веранда над центральным входом. Несмотря на минимальный набор элементов, здание обладает ярким, запоминающимся обликом, насыщенным художественной выразительностью.